# Thomas Schenk (Schriftsteller)
Thomas Schenk (* 14. September 1966 in Liestal) ist ein Schweizer Journalist und Schriftsteller.

## Leben und Werk
Thomas Schenk wuchs in Muttenz auf, studierte an der Universität St. Gallen Betriebswirtschaft und lebt seither in Zürich. Er arbeitete als Wirtschaftsredakteur bei der Neuen Zürcher Zeitung sowie als Tramfahrer in Zürich von 2003 bis 2008. Aktuell ist er als freier Journalist, Texter und Schriftsteller tätig.
2002 erhielt Schenk den Medienpreis des Schweizerischen Anwaltsverbands. Für 20 Minuten schrieb er Kolumnen über seinen Alltag als Tramfahrer; eine Auswahl veröffentlichte der Limmat Verlag 2007 als Buch. 2010 erschien der Kurzroman Im Schneeregen bei weissbooks.w.

## Werke
- Ruedi Kriesi – Der Minimalist. In: Im Prinzip Sonne – Visionen zum Energiemarkt. Kontrast, Zürich 2000, ISBN 3-9521287-6-7
- Im Tram. Anleitung zum Vorwärtskommen. Vorwort von Peter Weber und Illustrationen von Anna Sommer. Limmat, Zürich 2007, ISBN 978-3-85791-536-9
- Schneeschmelze. In: Entwürfe – Zeitschrift für Literatur, Ausgabe 55/2008, ISBN 978-3-906729-66-4
- Im Schneeregen. Eine Geschichte. Weissbooks.w, Frankfurt am Main 2010, ISBN 978-3-940888-48-8